# Friedrich Karl Klausing
Friedrich Karl Klausing (* 24. Mai 1920 in München; † 8. August 1944 in Berlin-Plötzensee) war ein deutscher Offizier der Wehrmacht. Er war Adjutant von Claus Schenk Graf von Stauffenberg und einer der Widerstandskämpfer des 20. Juli 1944.

## Leben
Friedrich Karl Klausing, Sohn des Juristen und Hochschullehrers Friedrich Klausing gehörte den evangelischen Pfadfindern an, die aber nach 1933 in die Hitlerjugend eingegliedert wurden. Er wuchs in Heidelberg und Frankfurt am Main auf. Nach dem Abitur 1938 wurde er ein halbes Jahr zum Reichsarbeitsdienst eingezogen und trat im Herbst 1938 als Berufssoldat in die Wehrmacht ein.
Er gehörte dem angesehenen Potsdamer Infanterie-Regiment 9 in der 23. Infanterie-Division an. Nach Beginn des Zweiten Weltkrieges wurde er zunächst in Polen und Frankreich eingesetzt und nahm im Winter 1942/1943 an den Kämpfen bei Stalingrad teil. Dort wurde er schwer verwundet und nach einer weiteren Verwundung im Juli 1943 in der Nähe des Ladogasees bei Leningrad zum Innendienst beim Oberkommando der Wehrmacht versetzt, wo Fritz-Dietlof Graf von der Schulenburg ihn für die Pläne der Verschwörergruppe um Claus Schenk Graf von Stauffenberg zum Attentat auf Adolf Hitler gewinnen konnte.
Am 11. Juli 1944 begleitete er Stauffenberg beim ersten Attentatsversuch als dessen Adjutant auf den Obersalzberg und stellte sicher, dass ein Auto und ein Flugzeug für die Flucht nach Berlin und die Ausführung der Operation Walküre bereitstanden. Dieser Versuch wurde allerdings abgebrochen, genauso wie ein zweiter Versuch am 15. Juli 1944 im Führerhauptquartier Wolfsschanze, bei dem Klausing Stauffenberg mit derselben Aufgabe begleitete. Der Abbruch erfolgte jeweils, weil Heinrich Himmler und/oder Hermann Göring nicht anwesend waren.
Am 20. Juli 1944 übernahm Oberleutnant Werner von Haeften die Begleitung Stauffenbergs. Hauptmann Klausing hielt sich im Berliner Bendlerblock (Kommando des Ersatzheeres) auf und war mitverantwortlich für die Übermittlung der „Walküre“-Befehle. Nach Scheitern der Operation Walküre in der Nacht vom 20. auf den 21. Juli 1944 konnte Klausing nach einem Schusswechsel mit Offizieren unter dem Kommando von Generaloberst Friedrich Fromm im Bendlerblock zunächst zusammen mit einigen jüngeren Offizieren (Oberleutnant Ludwig Freiherr von Hammerstein-Equord, Leutnant Georg-Sigismund von Oppen) entkommen. Am nächsten Morgen stellte er sich jedoch der Gestapo.
Friedrich Karl Klausing wurde im ersten Schauprozess gegen die Verschwörer vom Volksgerichtshof am 8. August 1944 zum Tode verurteilt und am selben Tag in Plötzensee auf ausdrücklichen Befehl Hitlers durch Hängen hingerichtet.
Einige Tage zuvor war das Prager Haus seines Vaters Friedrich Klausing, eines dogmatischen und rücksichtslosen Nationalsozialisten, überraschend von der Gestapo durchsucht worden. Damit war in Prag die Beteiligung des Sohns Friedrich Karl an dem Attentat vom 20. Juli bekannt geworden. Der Vater hatte daraufhin von seinem Amt als Rektor der Deutschen Universität Prag zurücktreten müssen. Er fühlte sich durch die Zugehörigkeit seines Sohnes zur Widerstandsbewegung gegen Hitler bloßgestellt und beging am 5. August Suizid.

## Erinnerung
In der Literatur über das Attentat vom 20. Juli 1944 findet auch eine Auseinandersetzung mit Weg und Persönlichkeit Friedrich Karl Klausings statt. So gedenkt seiner Bundespräsident a. D. Richard von Weizsäcker, Regimentskamerad aus dem Infanterie-Regiment 9, im Interview mit Antje Vollmer und Lars Broder-Keil: „Klausing war zu bescheiden, aber er war etwas Besonderes.“ Und angesprochen auf Klausings Einbindung in konkrete Attentatsversuche Stauffenbergs vor dem 20. Juli 1944, führt Weizsäcker dort weiter aus: „Dafür war Klausing wie geschaffen vom lieben Gott. Das kann man nicht anders sagen.“
Sein Andenken wird auch in der Gedenkstätte Deutscher Widerstand bewahrt. In Berlin wurde der Klausingring nach ihm benannt. Auch in Frankfurt am Main, im Neubaugebiet „Am Riedberg“ wurde eine Straße nach ihm benannt. Ebenso in Hannover im Stadtteil Wettbergen-West.
Weiterhin wurde am 4. Sep. 2021 ein Stolperstein in Frankfurt-Eschersheim verlegt.
2007 wurde zur Erinnerung an Klausing eine Friedrich Karl Klausing-Stiftung ins Leben gerufen.